# Sterremeer
Sterremeer  is het boekenweekgeschenk van 1990, geschreven door F. Springer. Het kwam uit in maart 1990, op de eerste dag van de Boekenweek, die dat jaar als motto hanteerde "Van boeken krijg je nooit genoeg". De auteur werkte het thema uit in de (on)verkoopbaarheid van de dichtkunst.

## Samenvatting
Nikko is de verteller van de levensloop van Felix Sterremeer. Ze komen elkaar alfabetisch tegen bij de militaire keuringsdienst. De jongens worden in groepjes van 4 geroepen en Nikko lijkt evenzo een achternaam met de letter “S” te hebben. Felix zit tijdens het wachten dan al rustig een boekje te lezen.
Nikko volgt een standaard maatschappelijke carrière en studeert af als jurist. Hij trouwt Dorien en krijgt met haar een dochter Dorientje en een zoon Klaas. Bij toeval komt hij Felix weer eens tegen in een Haagse boekhandel waar hij werkt en jaren later bij een literaire bijeenkomst in een Wassenaarse villa. Felix is dan nog steeds een veelbelovende dolende  dichter.
Het Amsterdamse advocatenkantoor van Nikko stuurt hem per boot met zijn jonge gezin naar New York, om zich daar bij collega’s verder te bekwamen. De overtocht wordt opgevrolijkt door de aanwezigheid van Felix met zijn schatrijke Amerikaanse vrouw Robie Bromfield en hun dochter Princess, die iets ouder is dan Dorientje en de leiding van het kindergroepje op zich neemt. Felix legt uit dat Robie hem heeft  opgepikt op zijn laatste tocht als reisleider voor Amerikaanse studenten in Europa. Ze was in Venetië verliefd geworden op de gedichten die hij speciaal voor haar schreef. Felix Starlake schrijft zijn gedichten sindsdien in het Engels. Robie is met haar eigen lastige promotieonderzoek bezig naar Duitse schrijvers uit het begin van de negentiende eeuw.
In New York houden de twee families contact. In het vakantiehuis in Long Island komt de crisis in het huwelijk van Felix en Robie tot een climax. Robie vertelt aan Nikko dat haar eigen promotieonderzoek ondanks jarenlange inspanningen in Duitsland op niets uitloopt. Omgekeerd wil geen enkele uitgever een dichtbundel van Felix uitgeven, tenzij hij financieel geen enkel risico loopt. Zo heeft Robie de laatste dichtbundel van Felix het levenslicht laten zien.
De volgende morgen blijkt Robie in de oceaan te zijn gelopen en ze wordt half bewusteloos door Felix en Nikko gevonden. De revalidatie verloopt moeizaam en ze leeft de rest van haar leven verder in haar eigen schemerwereld in een verzorgingshuis. Nikko en zijn familie gaan terug naar Nederland. Drieëntwintig jaar later heeft Dorientje haar eigen kleuters en is Klaas al advocaat te Utrecht. De ouders van Robie zijn dood en Robie zelf verblijft in haar kliniek. Dankzij een legaat van zijn schoonouders bestiert Felix een eigen boekhandel. Op een avond slipt hij in een hagelbui en is op slag dood. Princess bericht verder dat haar moeder erg gelukkig lijkt in haar schemerwereld.

#### Uitgaven
Sterremeer verscheen eerst als boekenweekgeschenk in 1990. In datzelfde jaar verscheen het als luisterboek. Een tweede, in de handel gebrachte druk verscheen in 1995 met de ondertitel Een romance. Het verscheen in 1996 als grote-letterboek. In 2011 werd het opgenomen in het Verzameld werk van Springer.